# Reon Moore
Reon Moore (ur. 22 września 1996 w Sangre Grande) – trynidadzko-tobagijski piłkarz grający na pozycji napastnika w kanadyjskim klubie Pacific FC oraz reprezentacji Trynidadu i Tobago.

## Kariera
Moore jest wychowankiem North East Stars. W 2017 przeniósł się do Defence Force. W 2022 wyjechał do Gwatemali, gdzie grał w CSD Municipal. Potem powrócił do Defence Force. W 2024 został piłkarzem Pacific FC  z Canadian Premier League.
W reprezentacji Trynidadu i Tobago zadebiutował 23 marca 2018 przeciwko Gwadelupie. Pierwszą bramkę w kadrze zdobył 2 lipca 2021 w meczu z Montserratem. Został powołany na Złoty Puchar CONCACAF 2021, gdzie zdobył bramkę w starciu z Gwatemalą.